# Đồng Văn Khuyên
Đồng Văn Khuyên (1927–2015) nguyên là một tướng lĩnh Tiếp vận của Quân lực Việt Nam Cộng hòa, cấp bậc Trung tướng. Ông xuất thân từ khóa đầu tiên tại trường Sĩ quan Trừ bị được mở ra ở Nam phần. Trong suốt thời gian phục vụ Quân đội, ông chuyên đảm trách các chức vụ liên quan đến ngành Yểm trợ và Đào tạo, nên ông còn được gọi là tướng Văn phòng. Ông là Chỉ huy trưởng (Tổng cục trưởng) ngành Tiếp vận trong Quân lực Việt Nam Cộng hòa với thời gian lâu nhất (1967 – 1975). Ngày 28 tháng 4 năm 1975 ông kiêm nhiệm Xử lý thường vụ chức vụ Tổng tham mưu trưởng Bộ Tổng tham mưu.

## Tiểu sử & Binh nghiệp
Ông sinh ngày 29 tháng 8 năm 1927 trong một gia đình điền chủ khá giả tại Gò Công, miền Tây Nam phần. Năm 1948 ông học năm cuối bậc Trung học tại trường Trung học Mỹ Tho. Tốt nghiệp Trung học phổ thông chương trình Pháp với văn bằng Tú tài 1 (Part 1).

### Quân đội Quốc gia Việt Nam
Cuối tháng 9 năm 1951, thi hành lệnh động viên của Quốc trưởng Bảo Đại ông nhập ngũ vào Quân đội Quốc gia, mang số quân: 47/104.507. Theo học khóa 1 Lê Văn Duyệt tại trường Sĩ quan Trừ bị Thủ Đức, khai giảng ngày 1 tháng 10 năm 1951. Ngày 1 tháng 6 năm 1952 mãn khóa tốt nghiệp với cấp bậc Thiếu úy. Ra trường, ông được điều về phục vụ tại Phòng 4 Bộ Tổng tham mưu. Đầu tháng 12 năm 1953, ông được thăng cấp Trung úy tại nhiệm.
Trung tuần tháng 1 năm 1954, ông được Bộ Tổng tham mưu cử làm Trưởng ban Tiếp vận Tiền phương tại quận Ninh Hòa, tỉnh Khánh Hòa trong Chiến dịch Atlante (khai diễn ngày 20 tháng 1 năm 1954, kết thúc ngày 20 tháng 7 cùng năm, mục đích bình định Liên khu 5 của Việt Minh gồm 4 tỉnh: Quảng Nam, Quảng Ngãi, Bình Định và Phú Yên). Tháng 8 cùng năm ông được thăng cấp Đại úy tại nhiệm.

### Quân đội Việt Nam Cộng hòa
Tháng 11 năm 1955, chuyển biên chế sang Quân đội Việt Nam Cộng hòa, ông được thăng cấp Thiếu tá và được bổ nhiệm làm Trưởng phòng 4 Bộ Tổng tham mưu. Giữa năm 1961, ông được cử làm Liên đoàn phó Liên đoàn 6 chiến thuật (Cơ sở tại Gia Định) do Thiếu tá Nguyễn Viết Thanh làm Liên đoàn trưởng. Tháng 10 năm 1962, ông chuyển về làm Giám đốc Huấn luyện tại Liên trường Võ khoa Thủ Đức do Đại tá Phan Đình Thứ làm Chỉ huy trưởng. Đến tháng 11 năm 1963, ông được bổ nhiệm làm Chỉ huy trưởng Tiếp vận Quân đoàn III.
Tháng 10 năm 1964, ông được thăng cấp Trung tá và được giữ chức vụ Tham mưu trưởng Bộ Tư lệnh Quân đoàn III & Vùng 3 chiến thuật do Thiếu tướng Cao Văn Viên làm Tư lệnh. Tháng 11 năm 1965, ông được chuyến công tác về làm Trưởng phòng Tổng quản trị Bộ Tổng tham mưu thay thế Đại tá Bùi Đình Đạm được cử đi giữ chức Giám đốc Nha Động viên Bộ Quốc phòng. Đầu năm 1966, ông được thăng cấp Đại tá tại nhiệm.
Trung tuần tháng 6 năm 1967, ông bàn giao Phòng Tổng quản trị lại cho Trung tá Nguyễn Đức Đệ để đảm nhiệm chức vụ Tổng cục trưởng Tổng cục Tiếp vận thay thế Đại tá Đào Ngọc Thọ..
Ngày Quân lực lần thư ba 19 tháng 6 năm 1968, ông được thăng cấp Chuẩn tướng kiêm nhiệm chức vụ Đổng lý Văn phòng Bộ Quốc phòng thay thế Đại tá Nguyễn Đình Vinh. Đồng thời ông có sáng kiến thành lập Quỹ Tiết kiệm Quân đội. Giữa năm 1969, ông thôi giữ chức vụ Đổng Lý Văn phòng, chỉ còn giữ chức vụ Tổng cục trưởng. Ngày Quân lực 19 tháng 6 năm 1970, ông được thăng cấp Thiếu tướng tại nhiệm. Đến ngày Quốc khánh Đệ nhị Cộng hòa 1 tháng 11 năm 1972, ông được thăng cấp Trung tướng tại nhiệm.
- Tổng cục Tiếp vận vào thời điểm tháng 4/1975, nhân sự ở Bộ chỉ huy Tổng cục, Chỉ huy các đơn vị trực thuộc và phối thuộc với các Quân khu được phân bổ trách nhiệm như sau:
-Tổng cục trưởng - Trung tướng Đồng Văn Khuyên
-Tổng cục phó - Đại tá Phạm Kỳ Loan[7]
-Tham Mưu trưởng - Đại tá Phạm Bá Hoa[8]
-Cục trưởng Quân y - Chuẩn tướng Phạm Hà Thanh
-Cục trưởng Truyền tin - Đại tá Bùi Trọng Huỳnh[9]
-Cục trưởng Công binh - Chuẩn tướng Nguyễn Văn Chức
-Cục trưởng Quân nhu - Đại tá Đỗ Trọng Cương[10]
-Cục trưởng Quân cụ - Đại tá Từ Nguyên Quang[11]
-Cục trưởng Quân vận - Đại tá Nguyễn Tử Khanh[12]
-Cục trưởng Quân Tiếp vụ - Đại tá Tô Đăng Mai[13]
-Cục trưởng Mãi dịch - Đại tá Nguyễn Hữu Điền[14]
-Chỉ huy trưởng Trung tâm Điện toán - Đại tá Nguyễn Thành Huê[15]
-Chỉ huy trưởng Lục quân Công xưởng - Đại tá Huỳnh Thu Toàn[16]
-Chỉ huy trưởng Tổng kho Long Bình - Đại tá Trương Đình Liệu[17]
-Chỉ huy Tiếp vận 1[18] (Đà Nẵng) - Đại tá Ngô Minh Châu[19]
-Chỉ huy Tiếp vận 2[20] (Quy Nhơn) - Đại tá Phạm Thanh Nghị[21]
-Chỉ huy Tiếp vận 3[22] (Biên Hòa) - Đại tá Trần Quốc Khang[23]
-Chỉ huy Tiếp vận 4[24] (Cần Thơ) - Đại tá Nguyễn Văn Nhỏ[25]
-Chỉ huy Tiếp vận 5[26] (Cam Ranh) - Đại tá Mai Duy Thưởng[27]

Tháng 3 năm 1974, ông kiêm nhiệm chức vụ Tham mưu trưởng Bộ Tổng tham mưu thay thế Trung tướng Nguyễn Văn Mạnh được cử làm Tổng Tham mưu phó đặc trách An ninh Lãnh thổ.

## 1975
Sáng ngày 28 tháng 4, ông được cử Xử lý Thường vụ chức vụ Tổng tham mưu trưởng (khi Đại tướng Cao Văn Viên được Tổng thống Trần Văn Hương chấp thuận cho từ nhiệm và giải ngũ). Sau đó, ngày 29 tháng 4 bàn giao lại cho Trung tướng Nguyễn Phúc Vĩnh Lộc (do Tổng thống Dương Văn Minh bổ nhiệm). Lúc 11 giờ 30 cùng ngày, ông di tản khỏi Việt Nam. Sau đó, sang định cư tại Tiểu bang Virginia, Hoa Kỳ.
Ngày 22 tháng 3 năm 2015, ông từ trần tại nơi định cư. Hưởng thọ 88 tuổi.

## Tác phẩm
–Reflections of the Vietnam War, New York. U.S Army Center of Military History, 1980.
– The Republic of Vietnam Armed Forces.